# (9779) 1994 RA11
1994 أر أي 11 (ويعرف أيضًا باسم (9779) 1994 أر أي 11 وفق تسمية الكوكب الصغير) (بالإنجليزية: 1994 RA11)‏ هو كويكب ضمن حزام الكويكبات؛ وترتيبه 9779 من حيث الاكتشاف.
اكتُشف هذا الجُرم الفلكي بواسطة هيروشي كانيدا في 1 سبتمبر 1994.

## وصلات خارجية
- (9779) 1994 RA11 في قاعدة بيانات مختبر الدفع النفاث لأجرام النظام الشمسي الصغيرة

- الاكتشاف · مخطط المدار ·  العناصر المدارية · المعلمات المادية

- (9779) 1994 RA11 على موقع ويكي سكاي: DSS2, SDSS, GALEX, IRAS, Hydrogen α, X-Ray, Astrophoto, Sky Map, Articles and images